# Антиангиогена терапија
Антиангиогена терапија је метода за борбу против рака која има за циљ да прекине снабдевање туморских ћелија хранљивим материјама и кисеоником  смањењем васкуларне мреже и избегавање стварања нових крвних судова. Већина антиангиогених агенаса одобрених за лечење рака ослања се на циљање васкуларног ендотелног фактора раста (ВЕГФ), пошто се ВЕГФ сигнализација сматра главним промотором ангиогенезе. Поред контроле ангиогенезе, ови лекови могу да појачају имунолошку терапију јер испољава имуносупресивне функције. Упркос механистичкој рационалности која снажно подржава корист од лекова за заустављање прогресије рака, показало се да су они недовољни у већини случајева. Претпоставља се да рехабилитација старих лекова који ометају механизме ангиогенезе повезане са туморским микроокружењем може представљати обећавајућу стратегију у лечењу рака, односно да комбинована примена  циљаних алтернативних ефектора ангиогених путева може бити потенцијално решење за антиангиогене терапије.

## Општа разматрања
Примарни солидни тумори настају близу већ постојеће ткивне васкулатуре, у почетку расту дуж крвних судова таквих ткива, а овај феномен је важан за метастатски потенцијал који се често јавља у високо васкуларизованим ткивима. 
Ангиогенеза рака је сложен процес формирања нове и абнормалне мреже крвних судова која је одговорна за раст рака и ширење метастазе. Ангиогени окидач који стимулише пролиферацију и миграцију ендотелних ћелија (ЕЦс) да формирају нове крвне судове током раста тумора промовише се сталним ослобађањем проангиогених фактора од стране ћелија рака и стромалних ћелија повезаних са раком (нпр. макрофага, фибробласта, неутрофила, адипоцита)
Током овог процеса, повећана пролиферација ендотелних ћелија доводи до формирања неорганизоване и незреле васкуларне мреже са поремећеним сасатвима ендотелних ћелија, одвајања перицита, без континуиране базалне мембране, одговорне за пермеабилност новостворених туморских крвних судова, притисак интерстицијалне течности и крхкост крвних судова.
Док су различити молекуларни медијатори важни у контроли ангиогенезе канцера, фактор раста васкуларног ендотела (ВЕГФ-А, такође познат као ВЕГФ) је далеко најбоље проучавана и циљана фактор у терапији рака.
Kaко претклинички и клинички антиангиогени приступи нису били веома успешни, утврђено је да више фактора доприноси токсичности и отпорности тумора. Штавише, тумори могу истаћи интринзичне или стечене резистенције, или показати адаптацију на ВЕГФ циљане терапије. Штавише, различити механизми васкуларизације, активација алтернативних сигналних путева и повећана агресивност тумора чине овај контекст још сложенијим. С друге стране, мора се узети у обзир да прелазна рестаурација нормалних, а не фенестрираних, микросудова омогућава леку да допре до тумора и делује са максималном ефикасношћу. Међутим, ови ефекти су временски ограничени и различити, у зависности од различитих врста рака, и јасно дефинишу одређени „прозор нормализације“. Дакле, нови хоризонти у терапијским приступима се састоје од лечења тумора про- (уместо анти-) ангиогених терапија, које би могле да ојачају мрежу добро структуираних крвних судова који олакшавају транспорт лека.

## Предложени механизми микроваскуларних одговора на антиангиогену терапију
Тумори могу у почетку да реагују на антиангиогену терапију на различите начине, а овај одговор зависи од интегритета микроциркулације. 
Због присуства фенестрираних крвних судова са лошом покривеношћу перицита, хемотерапеутски лек не може доћи до циљаног туморског места. Сходно томе, тумор се стабилизује или напредује. 
Повезивање антиангиогеног лека са антитуморским леком у одговарајућем временском периоду успоставља равнотежу између про- и антиангиогених фактора, што доводи до нормализације крвних судова: хемотерапеутски лек може доћи до циљаног тумора. Ови ефекти су ограничени просторно и временски и различити су код различитих врста карцинома, посебно у случају малих васкуларизованих тумора. 
Предиктивна детекција архитектонских параметара микросудова неопходна је за одабир прецизне и персоналне терапије, која има за циљ васкуларну нормализацију, будући да су ови параметри засновани на магнетној резонантној томографији архитектонике крвних судова, микроваскуларној густини и позитронској емисионој томографији.  

## Принципи антиангиогене терапије
Првобитна, сазнање да је ангиогенеза од виталног значаја за раст чврстог тумора, дало је наду за могуће пројектовање ефикасних метода за лечење тумора, која би зауставила раст и напредовање тумора, или стабилизовала здравља пацијентима са малигним болестима. Тако је настала идеја о примени антиангиогена терапије, која би се занивала на спречавању (инхибицији) раста нових крвних судова и повлачењу (регресији) новонасталих, незрелих крвних судова, тумора блокирањем проангиогених фактора. Сложени баланс између проангиогених и антиангиогених фактора постоји у свим микроваскуларним системима и делује као фактор увећања или смањења формација крвних судова.
Главни антиангиогени и проангиогени фактори који су до сада разјашњени наведени су у доњој табели, мада нису сви њихови међусобни механизми у потпуности схваћени:
| Стимулатори ангиогенезе | Инхибитори ангиогенезе |
| --- | --- |
| Фактор раста ендотелног системс (VEGF) Фактор роста фибробласта (FGF) Фактор раста хепатоцита (HGF) Фактори раста слични инсулину (IGFi) Ангиопоетин (Ang) Трансформишући фактор раста β (TGFβ) Трансформишући Фактор некрозе α (TNFα) Тромбоцитни фактор раста (PDGF) Интерлеукин-8 Металопротеиназа матрикса (MMPs) Азот моноксид (NO) Ангиогенин Пролиферин Лептин Васкуларни ћелијски адхезивни молекул-1 (VCAM-1) Вазоактивни интестинални пептид (VIP) Моноцитни хемотаксични протеин (MCP-1) Фактор, индуковане хипоксије — (HIF-1 alpha) Каликреин Инхибитор активатора плазминогена (IAP) Гранулоцитни стимулирајући фактор Фолистатин Плеотрофин | Ендостатин Вазостатин Ангиостатин Канстатин Ткивни инхибитори MMP Тумстатин Растворљива форма рецептора VEGF. Тромбоцитни фактор 4 Инхибитор матрикса металопротеиназа Нискомолекуларни пролактин (масе — 16 кДа) Тромбоспондин-1 Трансформишући фактор раста алфа Интерферон алфа/бета Фактор некрозе тумора алфа Интерлеукин-12 Интерлеукин-18 Инхибитори активатора плазминогена (IAP) Арестин Рестин Маспин Антитромбин III Металопротеиназе матрикса (MMP) CXC хемокини без ELR мотива |

Најзначајнији стимулатори ангиогенезе су, сматра се, из групе фактора раста фибробласта (ФГФ) и фактора раста васкуларног ендотела (ВЕГФ), али се списак откривених проангиогених и антиангиогених молекула непрекидно увећава.
Према најновијим сазнањима, сматра се да примена антиангиогених цитостатика има неколико предности у односу на традиционалну хемотерапију цитотоксични супстанци, о чему постоји неколико хипотеза:
Прва хипотеза
Без обзира на степен развоја и хетерогености тумора, ангиогенеза туморе је ненеопластички и хомоген процес; отуда и претпоставка да би антиангиогена стратегије била ефикасна и код различитих хуманих чврстих канцера.
Друга хипотеза
Питање отпора који сада постоји према примени хемотерапији или терапије зрачењем (ЦТ или РТ) туморских ћелија, био би решен јер се не би односио и на примену ангиогенских компоненти код чврстог тумора.
Трећа хипотеза
Васкуларизовани делови тумора су лако доступну и неинтерстицијални притисак је често довољан па да се достигне циљани ЕЦС .
Четврта хипотеза
Присуство у табели наведених фактора - регулише и мења рецепторе ЕК у васкулатури тумора, како би се омогућило остварење специфичних терапијских циљева на молекулима васкулатуре тумора, при чему циљне групе неће бити; нормални крвни судови, врста тумора, развојна фаза и фаза раста тумора.

## Проблеми
Неуспех анти-ВЕГФ стратегија у контроли рака може бити делимично повезан са два главна фактора:
Прво, чињеницом да прецизни молекуларни механизми неоангиогенезе рака још увек имају тајне. 
Друго да ће укидање снабдевања крвљу такође ограничити испоруку лекова тумору, смањити њихову ефикасност и промовисати резистенцију на лекове.
Сходно томе, парадокс у употреби антиангиогених лекова произилази из нових открића која показују да би стратегије усмерене на обнављање нормализације крвних судова, уместо на искорењивање снабдевања крвљу, повећале испоруку терапеутских агенаса ћелијама рака, побољшале терапијску ефикасност и отежале ћелије рака се шире.